# 갓일
갓 만드는 작업을 갓일이라고 하며, 갓일을 하는 사람을 입자장(笠子匠)이라고 한다. 갓일은 양태(凉太) 작업·갓(총) 모자작업·조립 작업 등 세 부분의 분업으로 이루어지는데, 크게 두 부분으로 나누어 갓 양태 부분과 총 모자 부분이며 그것을 조립하여 한 틀의 갓이 완성된다. 갓 양태 부분을 만드는 사람을 양태장이라 하고, 총 모자 부분을 만드는 사람을 총 모자장이라 하며 그 두 부분을 조립하는 사람을 입자장이라 불렀다.

## 갓의 명칭
갓이란 모옥(帽屋)과 칭첨(稱簷)을 가진 관모(冠帽)로서 일명 입자(笠子)라고도 부른다. 갓은 모양에 따라 삿갓이나 방갓같은 방립형(方笠型)과 패랭이·초립·전립 같은 평량자형(平凉子型)이 있다.

## 갓의 유래
갓의 유래는 《삼국유사》 원성왕(785∼798)조에 보이는데 그 내용은 소립(素笠)이 서민들의 관모(冠帽)로 그 형태는 면관(冕冠)과 비슷하였다고 하였다. 그러나 소립이 모자로써 일반인들이 쓰게 된 시초는 그보다 더 올라갈 것으로 생각된다. 고려시대에는 죽립(竹笠)이 있었음을 서긍(徐兢)의 《고려도경》(高麗圖經)에서 볼 수 있으며 또 《고려사》(高麗史)에 소개된 갓 종류는 마미립(馬尾笠), 고정립(高頂笠), 팔면팔정립(八面八頂笠), 첨립(簷笠) 등이 있고 방립계(方笠系)으로는 흑초방립(黑草方笠) 백방립(白方笠) 등이 있는 것으로 보아 갓은 보통 쓰는 갓과 방립(方笠)의 두 계통으로 내려왔음을 알 수 있으며 조선시대에는 태조 6년(1397)에 왕은 좌정승 등 두 사람에게 초립(草笠)과 옥영자(玉纓子)를 하사하였고 태종 3년(1403)에는 초립 안의 이색(異色)을 금한 것으로 보아 초기에는 대체로 초립이었으며 당시의 갓은 죽립(竹笠)과 세죽립(細竹笠)으로서 첨(簷)이 있었다고 추측된다. 그 뒤 갓은 민서(民庶)의 관모로 사용되었고 조선말기까지 큰 변화없이 내려왔다. 다만 변화라고 한다면 모(帽)의 높고 낮음, 첨(簷)의 넓고 좁음일 것이다.

## 갓의 종류
갓의 종류는 양태〔竹製上品〕와 대모자〔竹製帽子〕 위에 촉사〔明細絲〕로 등사(騰絲)를 놓은 진사립(眞絲笠, 極上品), 양태와 총모자 위에 촉사로 등사한 음양사립(陰陽絲笠, 상품), 양태(상품) 위에 포(布)를 입히고 총모자 위에 등사한 음양립(陰陽笠, 중품), 양태〔하품〕와 모자(죽제하품) 위에 포를 입힌 포립(布笠, 하품)이 있다.

## 갓을 만드는 재료
갓을 만드는 재료는 다음과 같다.
- 양태〔笠檐〕: 상급품은 진사립과 음양사립에 사용하고 하급품은 음양립과 포립에 사용한다.
- 총모자: 상급품과 하급품이 있으며 진사립에는 사용하지 않는다.
- 대: 분죽(粉竹)으로 하며 용도에 따라 깎아서 쓴다.
- 실〔絲〕: 촉사와 명세(明細)실이 있으며 등사(騰絲)에 사용한다.
- 베〔布〕: 모시와 생사(生絲)가 있으며 등포(騰布)로 쓰인다.
- 옻〔漆〕: 흑칠이며 겉칠 도료(塗料)로 쓰인다.
- 먹〔墨〕: 상품을 쓰며 진하게 갈아서 쓴다.
- 풀〔糊〕: 부래풀로 하며 상품 접착제로 쓴다.
- 아교: 보통 접착제로 쓴다.
- 종이: 한지를 가위로 오려서 정꽃과 은각새를 만든다.

## 갓을 만드는 도구
갓을 만드는 도구는 갓판·골딩이·골자루·골자루관·주배기(주배기자리)·인두·귀얄·풀통·먹통·칠그릇·화로·칼·송곳·들매애삐대(매끈하게 다듬는 데 사용함)·속새〔木賊. 애삐대를 쓴 뒤 반들거리게 끝맺음 하는 데 문지름〕·옻통 등이 있다.

## 갓을 만드는 방법
갓을 만드는 공정의 순서는
1. 대오리〔竹絲〕만들기
2. 운기 모으기〔織造〕
3. 운각 모으기〔織造〕
4. 대우 모으기〔織造〕
5. 수장하기
6. 버렁잡기〔定形〕
7. 갓 모으기〔組立〕
8. 칠하기이다.

완전한 사립(絲笠) 장인(匠人)이 되려면 10년 이상 걸린다고 하며, 갓방은 분업화하여 작업을 하기 때문에 4명이 한번에 50개 안팎의 갓을 제작할 수 있으나, 제작일수는 갓의 종류에 따라 차이가 나며 1개당 1주일 이상 걸린다고 한다.